# Нікітченко Микола Степанович (генерал)
Микола Степанович Нікітченко (17 грудня 1901, Стародуб — 1975, Москва) — радянський воєначальник, генерал-майор.

## Біографія
Народився 17 грудня 1901 року в місті Стародубі Чернігівської губернії (нині Брянської області). У Червоній Армії з жовтня 1918 року. Учасник Громадянської війни в Росії.
В 1922 році закінчив 27-ті Орловські піхотно-кулеметні командні курси, в 1925 році — повторне відділення комскладу при Московській піхотної школі імені М. Ю. Ашенбренера, і 1934 році — два курси вечірньої Військової академії РСЧА імені М. В. Фрунзе. Був на викладацькій роботі. З липня 1940 року — начальник Камишловського піхотного училища.
На початку німецько-радянської війни полковник Нікітченко з липня 1941 року сформував Уфимське піхотне училище, виконав велику роботу з організації навчального процесу, підготовці кадрів комскладу для діючої армії. З березня 1942 року командував 210-ю курсантською стрілецької бригадою, сформованою на базі піхотного училища в Башкирії.
У 15 серпня 1942 року вступив в командування 226-ю стрілецькою дивізією, яка прибула в місто Бугуруслан на укомплектування. Наприкінці вересня дивізія відбула під Сталінград. Після прибуття 18 жовтня 1942 року вона була включена до складу 66-ї армії Донського фронту. З 24 жовтня 1942 року по 2 лютого 1943 року брала участь в наступальних операціях проти німців під Сталінградом.
У січні, початку лютого 1943 року в ході операції «Кільце» 226-та стрілецька дивізія під командуванням Нікітченка, долаючи впертий опір противника, форсувала річку Мокру Мечетку і 2 лютого повністю звільнила територію Сталінградського тракторного заводу. За проявлені доблесть і мужність при нанесенні противнику великих втрат у живій силі і техніці, прорив оборони в районі МТФ і оволодіння Сталінградським тракторним заводом, наказом народного комісаріату оборони СРСР № 202 від 4 травня 1943 року 226-та стрілецька дивізія була перетворена в 95-ту гвардійську стрілецьку дивізію, а полковник Нікітченко нагороджений орденом Червоного Прапора.
Після Сталінградської битви дивізія була виведена в резерв Ставки ВГК, потім брала участь у важких оборонних боях у Курській битві, в серпні — в Бєлгородсько-Харківській наступальній операції. За відзнаки в боях по звільненню Полтави наказом Верховного головнокомандувача від 23 вересня 1943 року дивізії було присвоєно почесне найменування «Полтавська», а генерал-майор Нікітченко нагороджений орденом Кутузова II ступеня. Потім, продовжуючи наступ, частини дивізії відвоювали Кременчук, брали участь в битві за Дніпро. За форсування Дніпра південніше Кременчука і розширення плацдарму на правому березі річки Нікітченко нагороджений другим орденом Червоного Прапора.
У листопаді він захворів і відправлений на лікування, потім в кінці січня 1944 року призначений начальником 5-го відділу Управління вузів ГУК НКО СРСР, він же заступник начальника управління по керівництву суворовськими училищами.
Після війни Микола Нікітченко в квітні 1946 року був призначений начальником 3-го відділу Управління вузів стрілецьких військ. З квітня 1948 року обіймав посаду начальника 4-го, потім з липня 1949 року — 3-го відділу Управління вузів стрілецьких військ. З січня 1950 року по серпень 1951 року був у розпорядженні ГУК (перебував на лікуванні), потім був призначений начальником курсу факультету заочного навчання Військової академії імені М. В. Фрунзе. З жовтня 1952 року в запасі.
Помер у 1975 році в Москві

## Нагороди
Нагороджений орденом Леніна, чотирма орденами Червоного Прапора, орденом Кутузова II ступеня, медалями, а також іноземним орденом.

## Вшанування пам'яті
На честь Миколи Нікітченка в Полтаві і Стародубі названі вулиці. 19 травня 2023 на тлі повномасштабного вторгнення Росії в Україну вулицю Нікітченка у Полтаві перейменували на вулицю Джохара Дудаєва.